# Casa Pia Atlético Clube 2020-2021
Questa voce raccoglie le informazioni riguardanti il Casa Pia Atlético Clube nelle competizioni ufficiali della stagione 2020-2021.

## Rosa
Aggiornata al 21 marzo 2021.
| N. |                                 | Ruolo | Calciatore        |
| -- | ------------------------------- | ----- | ----------------- |
| 2  | Portogallo (bandiera)           | D     | Bruno Sousa       |
| 4  | Brasile (bandiera)              | D     | Jefferson         |
| 6  | Brasile (bandiera)              | D     | Derick Poloni     |
| 7  | Portogallo (bandiera)           | C     | Jota Silva        |
| 8  | Brasile (bandiera)              | C     | Christian         |
| 9  | Colombia (bandiera)             | A     | Camilo Triana     |
| 10 | Portogallo (bandiera)           | C     | Ença Fati         |
| 11 | Brasile (bandiera)              | A     | Diego Medeiros    |
| 17 | Nigeria (bandiera)              | D     | Kelechi John      |
| 18 | Portogallo (bandiera)           | C     | Vitó              |
| 19 | Bosnia ed Erzegovina (bandiera) | C     | Nermin Zolotić    |
| 21 | São Tomé e Príncipe (bandiera)  | D     | Rogério Fernandes |
| 22 | Malta (bandiera)                | D     | Zach Muscat       |
| 23 | Guinea-Bissau (bandiera)        | C     | Zidane Banjaqui   |

| N. |                                | Ruolo | Calciatore        |
| -- | ------------------------------ | ----- | ----------------- |
| 32 | Portogallo (bandiera)          | C     | Romeu Ribeiro     |
| 33 | Portogallo (bandiera)          | P     | Ricardo Batista   |
| 38 | Portogallo (bandiera)          | A     | Miguel Tavares    |
| 39 | Camerun (bandiera)             | A     | Donald Djoussé    |
| 40 | São Tomé e Príncipe (bandiera) | D     | Ricardo Fernandes |
| 44 | Brasile (bandiera)             | D     | Arghus            |
| 55 | Brasile (bandiera)             | D     | Matheus Dantas    |
| 66 | Lussemburgo (bandiera)         | D     | Marvin da Graça   |
| 68 | Brasile (bandiera)             | P     | Lucas Paes        |
| 74 | Corea del Sud (bandiera)       | C     | Kang-Min Choi     |
| 77 | Ghana (bandiera)               | A     | Malik Abubakari   |
| 80 | Portogallo (bandiera)          | C     | Vítor Gonçalves   |
| 97 | Nigeria (bandiera)             | C     | Saviour Godwin    |
| 98 | Brasile (bandiera)             | P     | João Victor       |